# Alstroemeria nidularis
Alstroemeria nidularis este o specie de plante monocotiledonate din genul Alstroemeria, familia Alstroemeriaceae, descrisă de Pierfelice Ravenna. Conform Catalogue of Life specia Alstroemeria nidularis nu are subspecii cunoscute.